# Клепиков, Михаил Иванович
Михаи́л Ива́нович Кле́пиков (27 апреля 1927 — 23 марта 1999) — бригадир комплексной бригады колхоза «Кубань» (ныне ОАО «Племзавод «Кубань»), Краснодарский край; зачинатель всекубанского соревнования за высокую культуру земледелия, дважды Герой Социалистического Труда (1965, 1986).

## Биография
Родился 27 апреля 1927 года в селе Тугулук ныне Грачёвского района Ставропольского края, русский. В 1942 году окончил школу-семилетку.
В 1942 году, перед приходом немецко-фашистских войск, со своими сверстниками, рискуя жизнью, угнал пять тракторов-колёсников, спрятав их в лесополосе. Сразу после освобождения района в феврале 1943 года отремонтировал свой трактор и начал работать трактористом. С 1945 года помощник бригадира тракторной бригады Усть-Лабинской машинно-тракторной станции.
В 1946 году с отличием окончил школу механизации сельского хозяйства, стал бригадиром тракторной бригады Усть-Лабинской МТС. Член КПСС с 1956 года. В 1958—1960 годах — механик бригады, с 1960 года — бригадир комплексной бригады колхоза «Кубань» Усть-Лабинского района Краснодарского края. Его почин под девизом «Земля соседа — не чужая земля» стал всесоюзным почином.
Указом Президиума Верховного Совета СССР от 31 декабря 1965 года за успехи, достигнутые в повышении урожайности, увеличении производства и заготовок сахарной свёклы, Клепикову Михаилу Ивановичу присвоено звание Героя Социалистического Труда с вручением ордена Ленина и золотой медали «Серп и Молот».
В 1971 году окончил Славянский сельскохозяйственный техникум в Славянске-на-Кубани.
Применяя новые технологии, получал рекордные урожаи пшеницы, кукурузы, гороха, подсолнечника и свёклы. В 11-й пятилетке на участках, закреплённых за его бригадой, урожай пшеницы в среднем составил свыше 52 центнеров с гектара, ячменя – около 63 центнеров, сахарной свёклы – 457, кукурузы – 74, подсолнечника – 30 центнеров.
Указом Президиума Верховного Совета СССР от 5 июня 1986 года за выдающиеся успехи, достигнутые в развитии сельского хозяйства, досрочное выполнение планов 11-й пятилетки по производству продуктов растениеводства и животноводства, большой личный вклад в выращивание высоких урожаев, Клепиков Михаил Иванович награждён орденом Ленина и второй и золотой медалью «Серп и Молот».
В 1986 году урожай зерновых на полях 4-й бригады вновь был рекордным: в среднем составил около 62 центнеров, в том числе пшеницы – 65,6 центнера.
Достигнув пенсионного возраста, продолжал трудиться в родной бригаде до 1998 года. Оставался бригадиром-наставником, передавал свой богатый опыт молодому поколению.
Член Центрального комитета КПСС в 1971—1990 годах (кандидат в 1966—1971 годах). Депутат Совета Союза Верховного Совета СССР 7—11—го созывов (в 1966—1989 годах) от Краснодарского края. Народный депутат СССР в 1989—1991 годах.
Умер 23 марта 1999 года. Похоронен в городе Усть-Лабинск Краснодарского края.

## Награды и звания
- Лауреат Государственной премии СССР (1975). Награждён пятью золотыми, четырьмя серебряными и пятью бронзовыми медалями ВДНХ СССР.
- дважды Герой Социалистического Труда (31.12.1965; 5.06.1986)
- четыре ордена Ленина (31.12.1965; 8.04.1971; 7.12.1973; 5.06.1986)
- орден Трудового Красного Знамени (31.10.1957)
- медали, в том числе «За доблестный труд в Великой Отечественной войне 1941—1945 гг.»
- Государственная премия СССР (1975)
- Заслуженный механизатор сельского хозяйства РСФСР (1969)

## В искусстве
В 1980 году художник Валентин Мордовин написал картину «М. Клепиков, Герой Социалистического Труда, член ЦК КПСС».

## Память

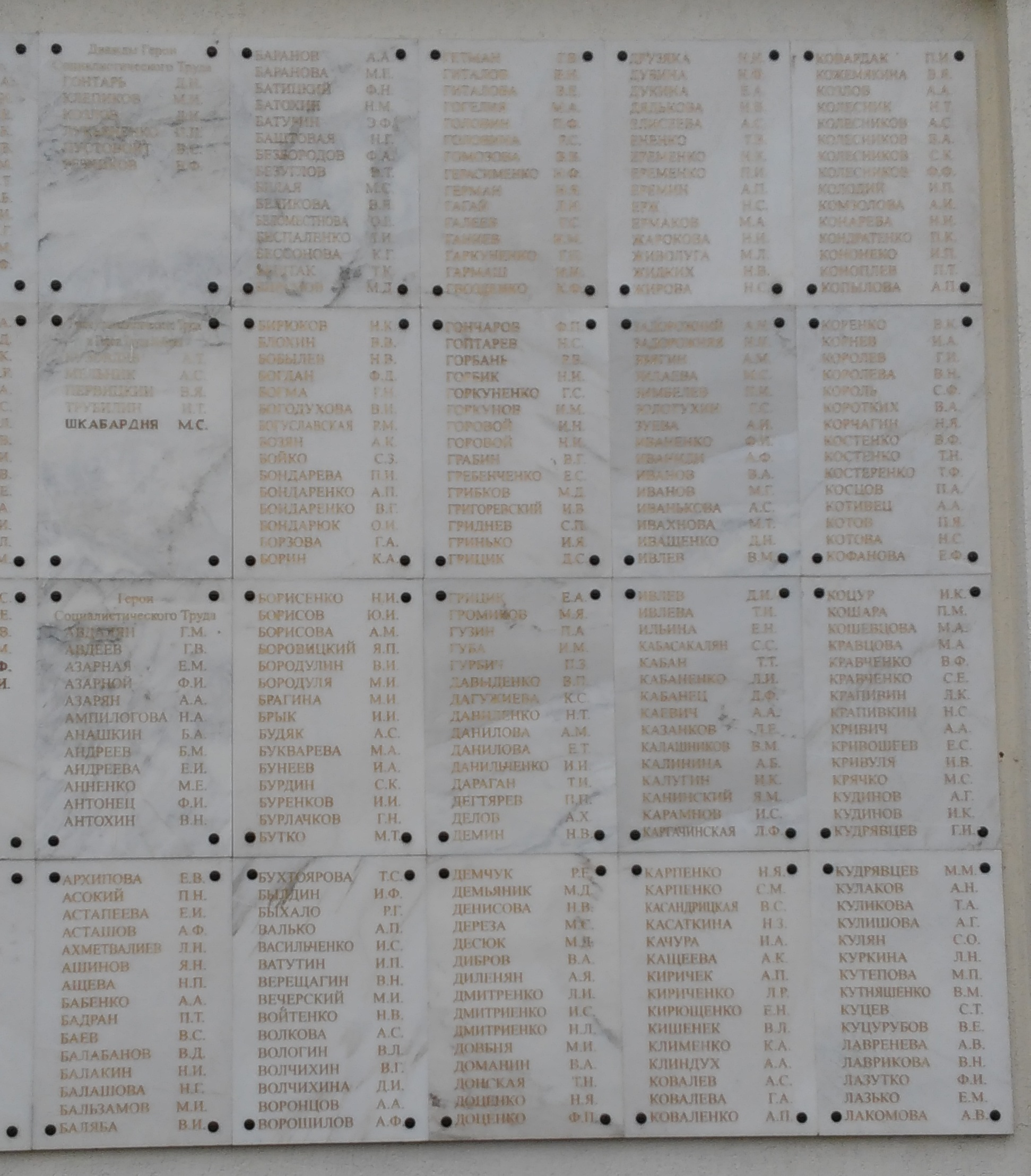
Мемориальная доска с именами Героев Социалистического Труда Кубани и Адыгеи

- В Краснодаре установлена мемориальная доска с именами Героев Социалистического Труда Кубани
- Его именем названа улица в городе Усть-Лабинск Краснодарского края.
- Торжественно отмечалось 80-летие со дня рождения Клепикова М. И.[5]
- В городе Краснодар, на территории Кубанского государственного аграрного университета в 2002 году установлен памятник-бюст знатному хлеборобу.
- В Усть-Лабинске установлен его бюст.

## Сочинения
- Клепиков М. И. Земля в долгу не останется. — М.: Политиздат, 1976. — 256 с.

## Известные высказывания
«При высоком уровне агротехники она (химия) почти не нужна. Да, агробиологические методы дороже химических. Но поставим вопрос иначе: какова цена нашей ответственности перед последующими поколениями?... в ограниченных и строго контролируемых пределах химия нужна и полезна, но первенство на колхозных полях должно остаться за агробиологией»

## Статьи и книги о трудовом вкладе М.И. Клепикова
- Василевская Т. Земля не осталась в долгу / Т. Василевская // Краснодарские известия. – 2002. – 27 апреля. – С. 6 –7.
- Герои кубанских полей / /Родная Кубань. Страницы истории : книга для чтения. – Краснодар, 2004. – С. 191 – 193.
- Соколов Г. Кубанский хлебороб Михаил Клепиков / Г. Соколов. – Москва : Советская Россия, 1977. – 224 с.
- Щедрость земли кубанской : фотоальбом. – Москва : Плакат, 1983. – 192 с.